# جمعية كنتاكي العامة
جمعية كنتاكي العامة (بالإنجليزية: Kentucky General Assembly)‏ هي الهيئة التشريعية لولاية كنتاكي، تتكون من المجلس الأعلى مجلس شيوخ كنتاكي، والمجلس الأدنى مجلس نواب كنتاكي.